# Chernes hispaniolicus
Chernes hispaniolicus es una especie de arácnido  del orden Pseudoscorpionida de la familia Chernetidae.

## Distribución geográfica
Se encuentra en la República Dominicana.